# El mundo cabe en una canción
El mundo cabe en una canción es el decimocuarto álbum de Fito Páez, lanzado el 21 de septiembre de 2006, grabado en el estudio Circo Beat entre junio y agosto del mismo año. Las 12 canciones incluidas son originales compuestas y producidas íntegramente por Páez excepto «Fue por amor» que tiene música de Coki Debernardi.
Este álbum marca el regreso de nuevos temas de Fito, después de un periodo de tres años de discos recopilatorios o de versionar temas de otros músicos.

## Lista de canciones
1. El mundo cabe en una canción (3:21)
2. Rollinga o Miranda Girl (3:04)
3. Te aliviará (4:43)
4. Sargent Maravilla (3:50)
5. Entrance (2:50)
6. Fue por amor (Coki Debernardi/Fito Páez) (4:21)
7. Eso que llevas ahí (3:43)
8. Intermezzo (1:28)
9. La hora del destino (2:54)
10. Enloquecer (4:24)
11. La casa en las estrellas (4:48)
12. Caminando por Rosario (3:58)

### Músicos
- Fito Páez: piano, teclados, guitarra acústica y voz
- Guillermo Vadalá: bajo
- Pete Thomas: batería y percusión
- Vandera: coros
- Gabriel Carámbula: guitarras
- Coki Debernardi: guitarras
- Gonzalo Aloras: guitarras y voz

### Músicos invitados
- Claudio Cardone: teclados en "El mundo cabe en una canción"
- Ana Álvarez de Toledo: coros en "Sargent Maravilla"y "Rollinga o Miranda Girl"
- Claudia Puyo: coros en "La casa en las estrellas"
- Nigel Walker: percusión y guitarra en " El mundo cabe en una canción"
- Fena Della Maggiora: coros en "Fue por amor"
- Bolsa González: batería en "La casa en las estrellas"